# Johannes F. Lehmann
Johannes F. Lehmann (* 1966) ist ein deutscher Germanist und Hochschullehrer.

## Leben
Lehmann legte das Abitur 1985 am Düsseldorfer Leibniz-Gymnasium ab und studierte von 1987 bis 1994 Germanistik, Romanistik und Geschichtswissenschaft in Düsseldorf und Freiburg. Von 1995 bis 1998 war er Promotionsstipendiat im DFG-Graduiertenkolleg „Theater als Paradigma der Moderne“ in Mainz. Im Anschluss absolvierte er das Referendariat für das Lehramt an Gymnasien. Von 1999 bis 2000 war Lehmann Post-doc-Stipendiat am DFG-Graduiertenkolleg „Klassizismus und Romantik“ in Gießen und wurde im Jahr 2000 an der Universität Freiburg promoviert. Anschließend war er als Wissenschaftlicher Mitarbeiter am Deutschen Seminar an der Universität Freiburg (2000–2002) und bei Ursula Renner-Henke an der Universität Duisburg-Essen (2002–2004) tätig. Im Jahr 2010 erhielt Lehmann eine Vertretungsprofessur für „Neuere deutsche Literatur und Medientheorie“ an der Fernuniversität in Hagen. Die Habilitation erfolgte 2011 an der Universität Duisburg-Essen. Lehmann erhielt die Venia Legendi für „Neuere Deutsche Literaturwissenschaft und Kulturwissenschaft.“ Ab April 2014 war Lehmann Professor für „Neuere deutsche Literatur- und Kulturwissenschaft“ an der Rheinischen Friedrich-Wilhelms-Universität Bonn. Im Wintersemester 2019/2020 war Lehmann Senior-Fellow in der Forschungskolleggruppe „Imaginarien der Kraft“ an der Universität Hamburg.
Lehmanns Forschungsschwerpunkte sind das „lange 18. Jahrhundert“ (Aufklärung, Sturm und Drang, Klassik und Romantik), die Literatur des 19. Jahrhunderts und kulturwissenschaftliche Fragestellungen.

## Schriften (Auswahl)
- Der Blick durch die Wand. Zur Geschichte des Theaterzuschauers und des Visuellen bei Diderot und Lessing (Zugl.: Freiburg (Breisgau), Univ., Diss., 2000), Rombach, Freiburg i. Br. 2000, ISBN 978-3-7930-9233-9.
- Friedrich Schiller. Don Karlos (= Schroedel-Interpretationen Bd. 7), Schroedel, Braunschweig 2009, ISBN 978-3-507-47704-9.
- Im Abgrund der Wut. Zur Kultur- und Literaturgeschichte des Zorns (Zugl.: Duisburg, Essen, Univ., Habil.-Schr., 2011), Rombach, Freiburg i. Br. 2012, ISBN 978-3-7930-9690-0.
- Einführung in das Werk Heinrich von Kleists, Wissenschaftliche Buchgesellschaft, Darmstadt 2013, ISBN 978-3-534-24304-4.
- mit Kerstin Stüssel (Hrsg.): ,Gegenwart' denken. Diskurse, Medien, Praktiken. Wehrhan, Hannover 2020, ISBN 978-3-86525-784-0.
- Die Strategie der Rettung. Geschichte und Gegenwart eines machtpolitischen Konzepts. Hirzel, Stuttgart 2024, ISBN 978-3-7776-2910-0.